# Ona (fiume)
L'Ona (in russo Она?; in chakasso: Аны) è un fiume della Siberia Occidentale meridionale, affluente di destra dell'Abakan (bacino dello Enisej). Scorre nel Taštypskij rajon della Chakasija, in Russia.

## Descrizione
La sorgente del fiume si trova sul versante settentrionale della cresta Sajlyg-Chem-Tajga (tra i Monti Saiani Occidentali). Il fiume scorre in direzione settentrionale; ha una lunghezza di 157 km; l'area del suo bacino è di 4 760 km². La sua portata, a 22 km dalla foce, presso il villaggio di Malyj Anzas, è di 60,88 m³/s. Sfocia nell'Abakan a 231 km dalla foce, 25 km a sud-ovest della città di Abaza.